# Teateråret 1968

## Priser och utmärkelser
- O'Neill-stipendiet tilldelas skådespelerskan Irma Christenson
- Thaliapriset tilldelas skådespelaren Lennart Hjulström
- Jenny Lind-stipendiet tilldelas Ingegärd Käll

## Årets uppsättningar

### September
- 20 september - Hippiemusikalen Hår ("Hair") har premiär i Stockholm [1].

## Avlidna
- 4 mars – Ellen Price, 89, dansk balettdansös och skådespelare.
- 19 april – Poul Reumert, 85, dansk skådespelare.
- 7 juni – Anna-Lisa Baude, 70, svensk skådespelare.
- 17 augusti – Albin Lindahl, 86, svensk skådespelare och kamrer.